# Нью-Провіденс (Айова)
Нью-Провіденс (англ. New Providence) — місто (англ. city) в США, в окрузі Гардін штату Айова. Населення — 236 осіб (2020).

## Географія
Нью-Провіденс розташований за координатами 42°16′52″ пн. ш. 93°10′19″ зх. д. / 42.28111° пн. ш. 93.17194° зх. д. (42.281186, -93.171839).  За даними Бюро перепису населення США в 2010 році місто мало площу 2,61 км², уся площа — суходіл.

## Демографія
Згідно з переписом 2010 року, у місті мешкало 228 осіб у 91 домогосподарстві у складі 60 родин. Густота населення становила 87 осіб/км².  Було 106 помешкань (41/км²).
Расовий склад населення:
| - 96,1 % — білих - 0,9 % — корінних американців - 0,9 % — чорних або афроамериканців |

До двох чи більше рас належало 1,8 %. Частка іспаномовних становила 1,8 % від усіх жителів.
За віковим діапазоном населення розподілялося таким чином: 28,1 % — особи молодші 18 років, 59,2 % — особи у віці 18—64 років, 12,7 % — особи у віці 65 років та старші. Медіана віку мешканця становила 38,7 року. На 100 осіб жіночої статі у місті припадало 105,4 чоловіків;  на 100 жінок у віці від 18 років та старших — 107,6 чоловіків також старших 18 років.
Середній дохід на одне домашнє господарство  становив 62 659 доларів США (медіана — 49 500), а середній дохід на одну сім'ю — 73 556 доларів (медіана — 59 792). За межею бідності перебувало 20,4 % осіб, у тому числі 20,4 % дітей у віці до 18 років та 4,7 % осіб у віці 65 років та старших.
Цивільне працевлаштоване населення становило 104 особи. Основні галузі зайнятості: освіта, охорона здоров'я та соціальна допомога — 30,8 %, роздрібна торгівля — 16,3 %, публічна адміністрація — 10,6 %, мистецтво, розваги та відпочинок — 9,6 %.